# Cytherissa lacustris
Cytherissa lacustris är en kräftdjursart som först beskrevs av Georg Ossian Sars 1863.  Cytherissa lacustris ingår i släktet Cytherissa och familjen Cytherideidae. Inga underarter finns listade i Catalogue of Life.